# Castellafiume
Castellafiume este o comună din provincia L'Aquila, regiunea Abruzzo, Italia.
Populația comunei este de 1.105 locuitori (1 ianuarie 2007).

## Demografie
Castellafiume - evoluția demografică

|  | Graficele sunt indisponibile din cauza unor probleme tehnice. Mai multe informații se găsesc la Phabricator și la wiki-ul MediaWiki. |

Date: Recensăminte sau birourile de statistică - grafică realizată de Wikipedia